# Sinfonía n.º 25 (Mozart)

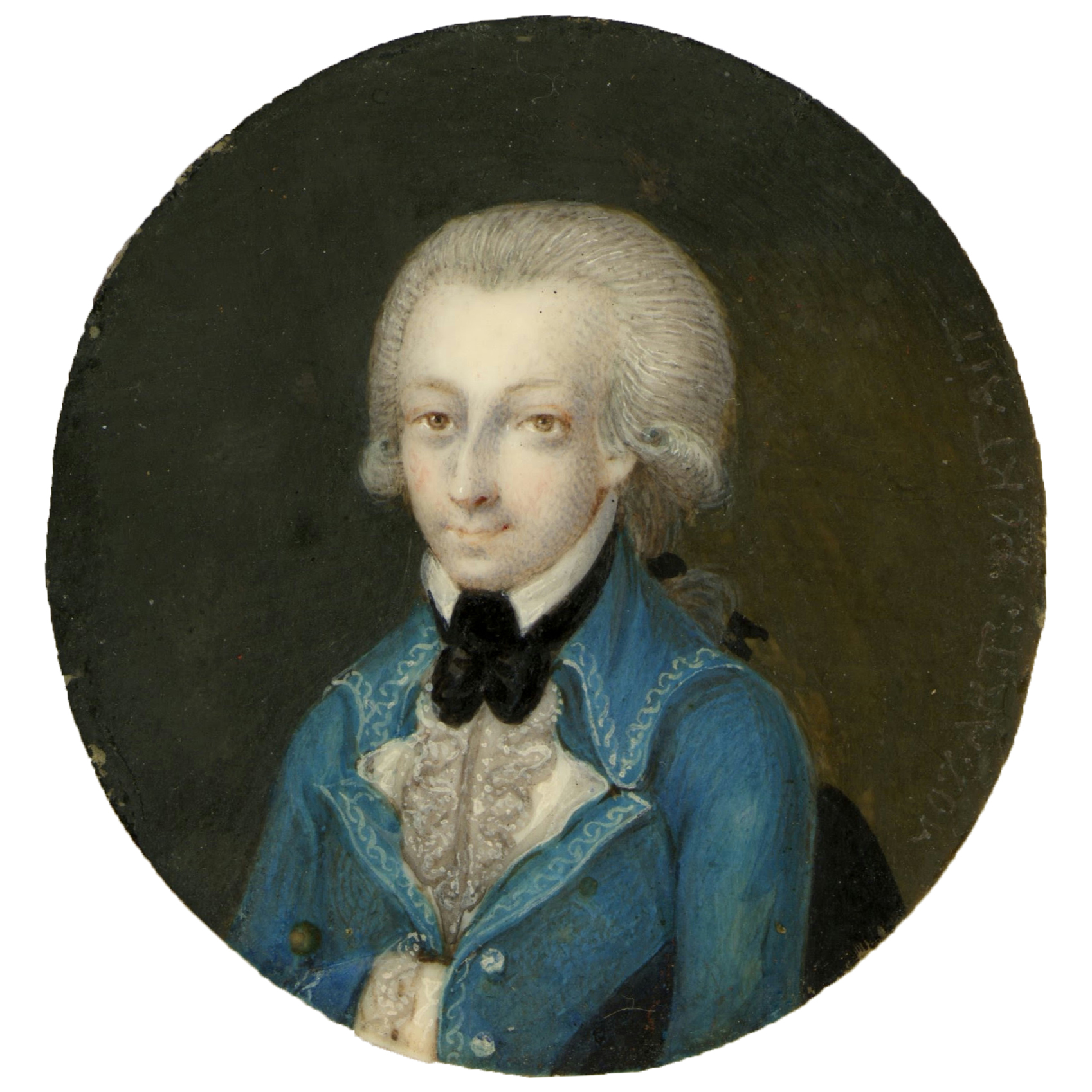
Mozart en 1773.

La Sinfonía n.º 25 en sol menor, K. 183/173dB, también conocida como Pequeña sinfonía en sol menor, fue compuesta por Wolfgang Amadeus Mozart en octubre de 1773, cuando el compositor tenía diecisiete años.

## Historia

### Contexto

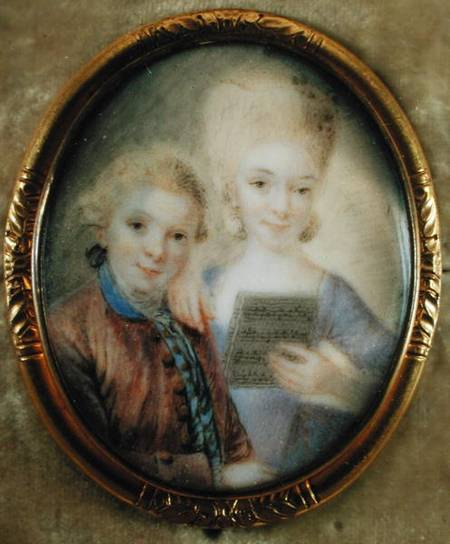
Wolfgang y Nannerl hacia 1763.

La carrera de Mozart como sinfonista había empezado en Londres durante el gran viaje de la familia Mozart por Europa entre junio de 1763 y noviembre de 1766. El padre Leopold Mozart planeó la gira para exhibir a sus prodigiosos hijos, Wolfgang y Nannerl en las principales cortes europeas. En ese tiempo Wolfgang compuso sus primeras obras del género, que tenían una deuda sustancial con las sinfonías de estilo galante italianizante en tres movimientos de Carl Friedrich Abel y Johann Christian Bach; también escuchó las sinfonías de compositores relevantes como Thomas Arne, William Boyce y Giuseppe Sammartini. Posteriormente Leopold y sus hijos pasaron en Viena varios meses de 1768 durante los cuales el joven maestro hizo un esfuerzo consciente por adaptar su estilo sinfónico a los gustos del público vienés, adoptando entre otras cosas la estructura en cuatro movimientos. Una afortunada consecuencia de los largos viajes del compositor en ciernes fue el contacto que le proporcionaron con una generosa muestra representativa de las tradiciones musicales europeas: alemana, británica, francesa e italiana.
El joven compositor y su padre realizaron tres viajes a Italia entre diciembre de 1769 y en mayo de 1773. En este periodo alternó sus visitas con estancias en Salzburgo durante las cuales creó la ópera Mitrídates, rey de Ponto, así como varias sinfonías con apreciable influencia del gusto italiano por la ópera bufa. En 1772 y 1773 el maestro austríaco vivió una etapa de entusiasmo por la escritura sinfónica, produciendo cada año siete nuevas sinfonías (n.º 15 - n.º 27). Después redujo su actividad en este campo y en los dos años siguientes sólo aparecieron tres nuevas piezas del género (n.º 28, 29 y 30).

### Composición
La composición de esta obra se desarrolló en octubre de 1773. Mozart y su padre Leopold fueron testigos del exitoso estreno de su ópera seria Lucio Silla en Milán el 26 de diciembre de 1772 y en mayo de 1773 regresaron de su tercer viaje a Italia. En julio padre e hijo partieron hacia Viena posiblemente con la esperanza de conseguir un puesto para Mozart, pero a pesar de que el 5 de agosto fueron recibidos por la emperatriz María Teresa, nada se sabe de los detalles de la audiencia. A finales de septiembre los Mozart estaban de vuelta en Salzburgo. A principios de octubre aparecieron dos nuevas sinfonías, la Sinfonía n.º 24, fechada el 3 de octubre, y la n.º 25, que lleva la fecha del 5 de octubre. Ambas fechas en el manuscrito autógrafo fueron tachadas posteriormente. Según Robins, parece probable que una o ambas sinfonías fueran al menos empezadas en Viena, ya que es poco creíble que ni siquiera Mozart hubiera creado tan repentinamente dos sinfonías en el plazo de una semana tras su regreso a casa.
El sobrenombre "Pequeña sinfonía en sol menor" se emplea para distinguirla de la "Gran sinfonía en sol menor", que es la Sinfonía n.º 40 compuesta en la misma tonalidad. Estas dos son las únicas sinfonías que compuso Mozart en modo menor, quizás con la única excepción de una temprana sinfonía en la menor, de autenticidad discutida y conocida como la Sinfonía Odense.

### Estreno y publicación
No se sabe con certeza la fecha y el lugar en que tuvo lugar el estreno de la sinfonía.
La primera edición fue llevada a cabo en 1798 por la editorial Günter & Böhme en Hamburgo, que publicó las partes bajo la denominación Quatre symphonies, Op.64 No.2. La partitura completa fue editada en 1880 por Breitkopf & Härtel en Leipzig, que la publicó bajo la denominación Wolfgang Amadeus Mozarts Werke, Serie VIII, No. 25.

## Instrumentación
La partitura está escrita para una orquesta formada por:
- Viento madera: 2 oboes y 2 fagotes.
- Viento metal: 4 trompas (dos en si bemol y dos en sol que en el segundo movimiento son en mi bemol).
- Teclado: [clavecín].
- Cuerda: una sección de cuerdas con 2 violines (primero y segundo), viola, violonchelo y contrabajo.

Los fagotes permanecen en silencio durante el Menuetto del tercer movimiento. Las cuatro trompas se callan en el segundo movimiento y además las trompas 1 y 2 se silencian en el Trio del tercer movimiento. En las orquestas de aquella época era una práctica común emplear el fagot y el clavecín, si estaban presentes en la orquesta, para reforzar la línea del bajo o bien como continuo, incluso sin notación separada.

## Estructura y análisis
La sinfonía consta de cuatro movimientos:
- I. Allegro con brio, en sol menor 4
4
- II. Andante, en mi bemol mayor 2
4
- III. Menuetto, en sol menor – Trio, en sol mayor 3
4
- IV. Allegro, en sol menor 4
4

La interpretación de esta obra dura aproximadamente entre 20 y 25 minutos. Se estructura en cuatro movimientos bajo los cánones del período clásico. Sin embargo, otros rasgos resultan insólitos para los estándares de la época. En el siglo XVIII no era frecuente la utilización de tonalidades menores en las sinfonías. Mozart sólo compuso otra en tono menor, la Sinfonía n.º 40 y ha suscitado muchos comentarios el empleo aquí de una tonalidad identificada más adelante con algunas de las piezas más agitadas y turbadoras de Mozart (la Sinfonía n.º 40, el Cuarteto con piano, K. 478 y el Quinteto de cuerdas, K. 516). De hecho, en lugar de ser considerada como precursora del Romanticismo, la n.º 25 se considera más bien como parte de una repentina oleada de sinfonías en tono menor que aparecieron a finales de la década de 1760 y principios de la de 1770. Entre otros, Johann Baptist Wanhal, Karl von Ordonez y Joseph Haydn produjeron durante este periodo una serie de obras en tono menor caracterizadas por un drama tormentoso y un espíritu inquieto, atributos que han llevado a algunos a categorizarlas como parte de la corriente Sturm und Drang, notable en la Alemania de entonces. En particular se ha llamado la atención sobre la relación de la n.º 25 con la Sinfonía n.º 39 de Haydn de finales de la década de 1760, con la que comparte tanto la tonalidad como una orquestación que incluye de manera insólita cuatro trompas, además de pares de oboes y fagotes, junto con las cuerdas. La instrumentación es otro elemento que agita la obra. 

### I.Allegro con brio
El primer movimiento, Allegro con brio, está escrito en la tonalidad de sol menor, en compás de 4/4 y sigue la forma sonata. La apertura muestra características típicas del estilo Sturm und Drang: dramatismo nervioso articulado por un considerable uso del tremolando y melodías inquietas y angulosas. También se caracteriza por las síncopas repetidas, la dramática caída en séptima disminuida, la sonoridad, los acordes de las cuatro trompas, los choques armónicos, los juegos contrapuntísticos. 

### II.Andante
El segundo movimiento, Andante, está en mi bemol mayor y en compás de 2/4. El movimiento lento comienza con las cuerdas con sordini. Contrasta con el Allegro inicial con su atmósfera reservada y tranquila, predominantemente en piano. El primer tema consta de un "motivo del suspiro" formado por tres corcheas descendentes, que se intercambia en un diálogo entre las voces agudas asignadas los violines y el bajo interpretado por el fagot, y a partir del compás 5 también el violonchelo y el contrabajo. Para Robins el compositor da rienda suelta aquí a pasiones más introvertidas.

### III.Menuetto – Trio
El tercer movimiento, Menuetto – Trio, está en sol menor que en el trío pasa a sol mayor y el compás es 3/4. El minueto presenta un carácter seco y severo, que hace que se aleje de los orígenes cortesanos de la danza. Se caracteriza por la alternancia de secciones, generalmente formadas por cuatro compases, en las que toda la orquesta toca al unísono en forte con pasajes interpretados por las cuerdas en piano. La sección de trío tiene una atmósfera pastoral y está compuesta sólo para los instrumentos de viento.

### IV.Allegro
El cuarto y último movimiento, Allegro, retoma la tonalidad inicial, el compás de 4/4 y también responde a una forma sonata. El Finale muestra los mismos rasgos del estilo Sturm und Drang al igual que el movimiento inicial.

## En la cultura popular
Esta obra ha servido de inspiración a artistas musicales de diversos géneros para crear sus propias versiones. Tanto las adaptaciones como las interpretaciones de la pieza original han sido incluidas en multitud de bandas sonoras de películas, programas de televisión, videojuegos. 
Ejemplo claro en el juego de Roblox, Guts and Blackpowder, en el mapa de Copenhague durante el combate entre el pequeño bote de los restos de la Guardia Danesa rezagada en la ciudad incendiada y sucumbida por la "plaga", y la flota británica encargada de mantener una cuarentena en la desolada capital.

### Adaptaciones
- 1995 – "Mozart and Madness", tema instrumental del disco Dead Winter Dead de la banda estadounidense de heavy metal Savatage en cuya sección central se utiliza el primer tema del Allegro con brío.
- 1997 – "Red Light in My Eyes, Part 2" pista del álbum Something Wild del grupo finlandés de death metal melódico Children of Bodom está inspirada en el primer movimiento.

### Inclusión en bandas sonoras
- 1984 – Amadeus, película dirigida por Miloš Forman en cuya secuencia inicial se escucha el primer movimiento de esta sinfonía.
- 1994 – Gokujō Parodius, videojuego que incluye el primer movimiento en su banda sonora.
- 1994-95 – Legend of the Galactic Heroes, serie de anime japonesa en la que se pueden escuchar varias obras de Mozart y otros compositores clásicos. En concreto algunos movimientos de esta sinfonía se escuchan en los episodios 3x23 (I), 3x32 (III), 4x06 (I), 4x07 (I), 4x16 (III).
- 1996 – Romeo + Juliet, film dirigido por Baz Luhrmann en el que se puede escuchar esta pieza.
- 1999 – The Sylvester & Tweety Mysteries, serie de animación en cuyo episodio 5x02 se escucha el tercer movimiento.
- 2015 – 45 años, película dirigida por Andrew Haigh que incorpora el segundo movimiento en su banda sonora.
- 2021 – Merlí: Sapere aude, serie televisiva española en cuyo capítulo 2x05 "Llorir" suena el primer movimiento.